# Montechiaro d’Asti

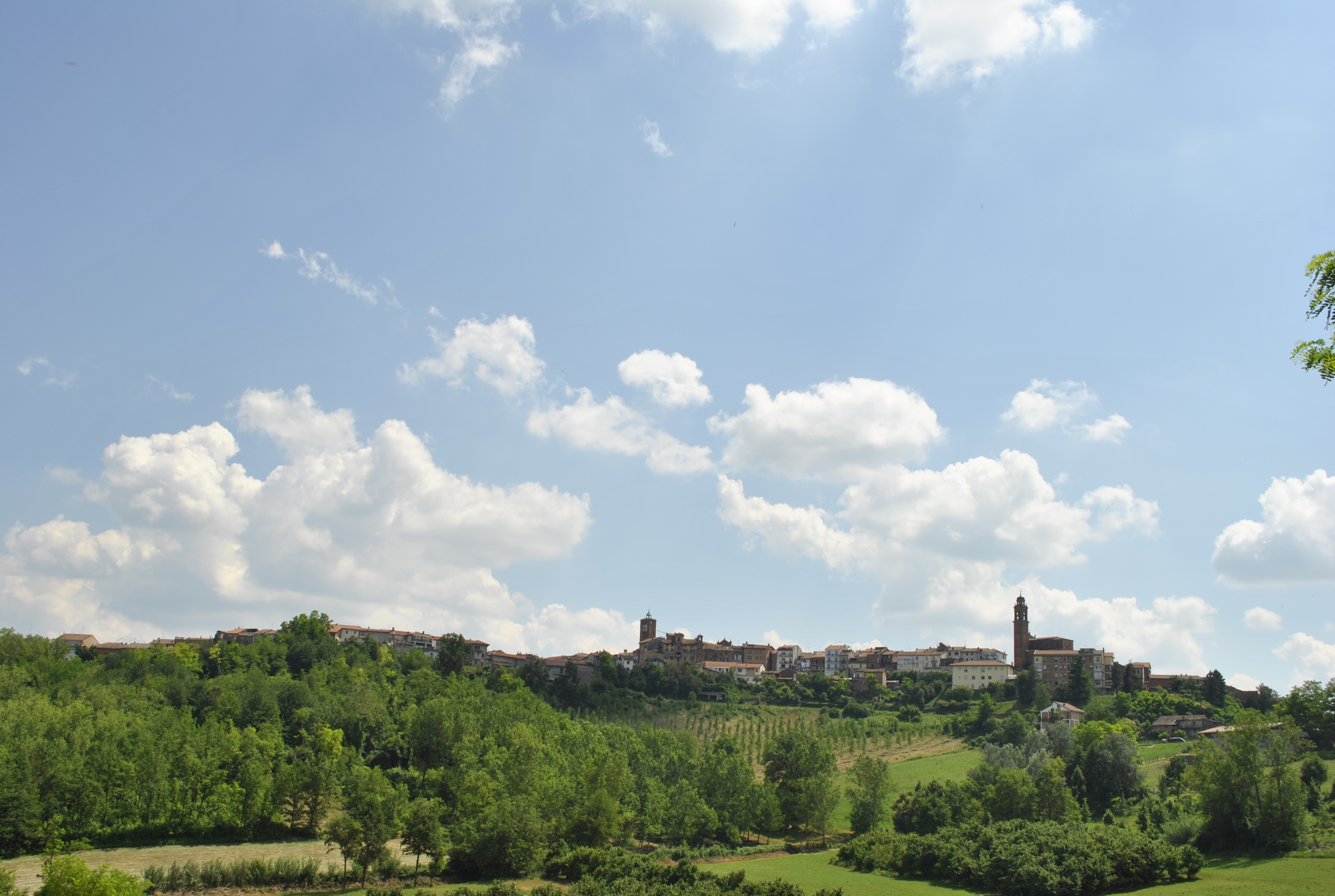

Montechiaro d’Asti (piemontiul: Monciàir) település Olaszországban, Piemont régióban, Asti megyében. Lakosainak száma 1229 fő (2023. január 1.). Montechiaro d’Asti Camerano Casasco, Cortanze, Cunico, Soglio, Cossombrato, Montiglio Monferrato, Chiusano d’Asti és Villa San Secondo községekkel határos.

## Népesség
A település lakossága az elmúlt években az alábbi módon változott:
| Lakosok száma | 1269 | 1290 | 1229 |
|               | 2017 | 2018 | 2023 |